# Laguna Aripuno
La Laguna Aripuno es un lago de agua dulce en el Altiplano de Bolivia.

## Ubicación
El lago, con cerca del 95 por ciento de su superficie, se encuentra repartido en partes iguales entre el municipio de Jesús de Machaca y el municipio de San Andrés de Machaca en la provincia de Ingavi, al suroeste del departamento de La Paz. Una pequeña parte del lago al sureste se encuentra en el municipio de Nazacara de Pacajes en la provincia de Pacajes. La laguna Aripuno se encuentra en el altiplano boliviano a una altitud de 3.841 m s. n. m., a unos 30 kilómetros al sur de Wiñaymarca (parte sur del lago Titicaca).

## Dimensiones
El lago se extiende 3,47 kilómetros de sureste a noroeste y tiene hasta 2,01 kilómetros de ancho. El lago es alimentado por las aguas del río Desaguadero, que fluye hacia el sur desde el lago Titicaca hasta el lago Poopó . Dependiendo de la época del año y del caudal del río Desaguadero, el tamaño y la profundidad del agua de la Laguna Aripuno varían considerablemente, ya que durante largos períodos del año, el lago se fragmenta en pequeñas cuencas individuales que apenas se conectan entre sí.

## Población
Los dos pueblos de Nazacara y Nazacara de Pacajes están ubicados directamente al sur del lago en la carretera principal de la Ruta 43. La Laguna Aripuno es un importante reservorio de agua dulce para la agricultura y la vida silvestre que habita en la región.